# شرف (مجله)

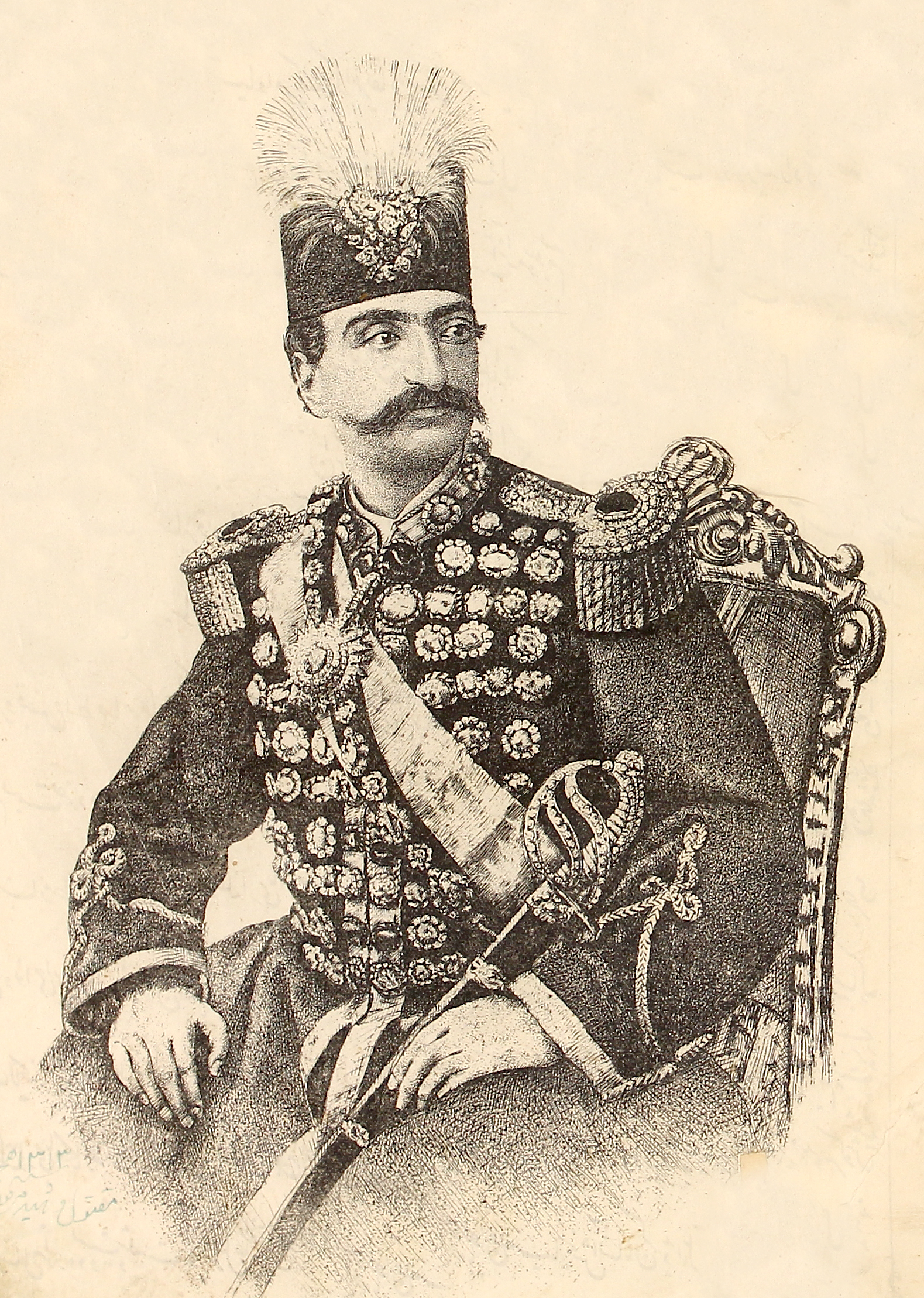
نمونه ای از تصاویر مجله شرف (نقاشی پرتره ناصرالدین شاه اثر ابوتراب غفاری)

ماهنامه شرف بین سالهای ۱۸۸۲ تا ۱۸۹۱ میلادی تحت مدیریت محمدحسن خان اعتمادالسلطنه در تهران منتشر می‌شد. در مجموع ۸۷ شماره از این مجله در یک جلد منتشر شد. این مجله به دلیل تصاویر و عکس‌های متعدد و خاص مشهور شد.
محمد حسن خان فارغ‌التحصیل دانشگاه دارالفنون و در پاریس تاریخدان و جغرافیدان بود. وی در همان زمان نیز وزیر کابینه ناصرالدین شاه بود. وی برای تصاویر مجله از معروف‌ترین خوشنویسان، نقاشان و عکاسان استفاده کرد. آثار هنری آن‌ها تکمیل زندگینامه‌ها و پرتره‌های افراد مشهور ایرانی و خارجی، سیاستمداران و هنرمندان آن زمان بود. این مجله هنر و نقاشی آن زمان را تغییر داده و دگرگون کرد.